# Przychodził nocą
Przychodził nocą – przygoda w Toruniu – wydany w 1993 nakładem wydawnictwa Tonpress drugi album zespołu Atrakcyjny Kazimierz.
Album nagrany w 1993 roku w studio Manta 2 w Warszawie. Nagranie, realizacja, zgranie – Wojciech Przybylski. Muzyka: (1, 5, 7, 12, 17) – Jacek Bryndal, (2, 10, 18) – Jacek Rodziewicz, Jacek Bryndal, (4, 14, 16) – zespół, (9) – Blood, Sweat and Tears (19) – Duke Ellington. Słowa: Rafał Bryndal.

## Lista utworów
źródło:.
1. „Piersieństwo” – 3:49
2. „Lampego str.” – 6:16
3. „Di Stefano Misterioso” – 0:35
4. „Zupa mleczna” – 5:45
5. „Biznesy” – 6:22
6. „Di Stefano Misterioso” – 1:07
7. „Zając” – 3:58
8. „Di Stefano Misterioso” – 0:35
9. „Magia TV” – 3:39
10. „Zazdrość” – 5:00
11. „Di Stefano Misterioso” – 0:24
12. „Tango z pielęgniarką” – 5:11
13. „Di Stefano Misterioso” – 1:10
14. „Jest mi źle II” – 5:13
15. „Di Stefano Misterioso” – 0:39
16. „Przychodził nocą” – 4:08
17. „Ja kochać zawsze Cię będę” – 5:06
18. „Łódź Kaliska” – 2:47
19. „C-jam blues” – 3:19

## Twórcy
źródło:.
- Jacek Bryndal – śpiew, gitara akustyczna, mini moog, saksofon
- Jacek Rodziewicz – saksofon barytonowy, organy Hammonda
- Jacek Perkowski – gitara
- Piotr Warszewski – gitara basowa
- Dariusz Łukaszewski – perkusja
- Kayah – śpiew

Gościnnie
- Aleksander Korecki – saksofon altowy
- Marcin Gawdzis – trąbka
- Marek Romanowski – puzon
- Stefan Perskiewicz – syntezator
- José Torres – instrumenty perkusyjne